# Anatole Fistoulari
Anatole Fistoulari (Kiev, 20 agosto 1907 – Londra, 21 agosto 1995) è stato un direttore d'orchestra russo naturalizzato britannico.

## Biografia
Anatole Fistoulari nacque a Kiev da una famiglia di musicisti di origine russa. Il padre, Gregor Fistoulari, era un direttore d'orchestra molto attivo a San Pietroburgo, aveva studiato con Rismskij Korsakov e con Anton Rubinstein. Anatole studiò inizialmente musica con il padre che gli insegnò anche a dirigere l'orchestra. Bambino prodigio, a soli sette anni debuttò a Kiev con la Patetica di Čajkovskij; a dodici anni era già in grado di condurre orchestre in Germania, Olanda, Romania.
A tredici anni ebbe un invito per la direzione di Samson et Dalila di Camille Saint-Saëns a Bucarest.
La sua notorietà crebbe rapidamente, creandosi una carriera notevole già in giovanissima età. Visse in Germania fino al 1924. Lasciò l'Unione Sovietica nel 1929 stabilendosi in Francia dove esercitò in particolare la sua attività. A ventiquattro anni diresse al Théâtre du Châtelet di Parigi alcune opere del repertorio russo conoscendo il celebre basso Fyodor Chaliapin di cui divenne amico.
Nel 1931 divenne direttore stabile dell'orchestra del Ballet Russe de Monte Carlo diretto da Léonide Massine; con la compagnia fece tournée in Francia, a Londra e negli Stati Uniti; questa esperienza gli permise di specializzarsi nel repertorio di musica per balletto di cui sarà in seguito un notevole esecutore grazie soprattutto alla sua capacità di rispettare rigorosamente i tempi dei passi di danza.
Avendo preso la cittadinanza francese, durante la seconda guerra mondiale prestò servizio per breve tempo nell'esercito. Dopo la disfatta fuggì da Cherbourg e si rifugiò in Gran Bretagna dove arrivò privo di mezzi. A Londra incontrò nel 1942 Anna Mahler, figlia del compositore, che fuggiva dai tedeschi; Anatole e Anna si sposarono dopo poco tempo e nel 1943 nacque la loro figlia Marina. Nel 1944 Fistoulari ottenne l'incarico di direttore principale della London Philharmonic Orchestra. L'impegno si rivelò veramente gravoso; per contratto in un solo anno di direzione condusse l'orchestra in circa di centoventi concerti. Ebbe necessità di ampliare notevolmente il repertorio e in questo incluse anche la quarta sinfonia di suo suocero, Gustav Mahler. Per affrettare la preparazione dei concerti ascoltava le interpretazioni di altri direttori in registrazioni, provando la gestualità allo specchio. La carriera di Fistoulari sembrava ormai arrivata all'apice, ma l'impegno, troppo estenuante, lo portò a rallentare, l'orchestra non gli rinnovò il contratto e, dopo la London Philharmonic, non accettò più incarichi di direttore stabile.
Nel 1948 divenne cittadino britannico. Diresse numerosi concerti e opere liriche specialmente a capo della London Symphony Orchestra. Anche se i rapporti con la London Philharmonic non si erano chiusi nel migliore dei modi, nel 1956 Fistoulari li condusse durante una tournée in Unione Sovietica.
Nel 1942 realizzò, con Moura Lympany come solista, la prima incisione del Concerto per pianoforte e orchestra di Chačaturjan. Tra la fine degli anni 40 e la metà degli anni 60 Fistoulari incise diversi concerti con solista, ouverture e soprattutto musica per balletto. Notevoli le sue registrazioni dei balletti di Čajkovskij, di Giselle di Adam, di Sylvia di Delibes. Effettuò le sue ultime incisioni durante gli anni 70 accompagnando interpreti quali Edwin Fischer, Vladimir Ashkenazy, Clifford Curzon, Yehudi Menuhin e Nathan Milstein. La sua attività direttoriale si svolse quasi sempre come direttore ospite di orchestre internazionali.
Nel 1956 divorziò da Anna Mahler e successivamente sposò la violinista scozzese Elizabeth Lockhart. Nell'ultimo periodo della sua vita soffrì di una grave forma di artrite. Morì a Londra al Queen Mary's Hospital il 21 agosto 1995.

## Discografia essenziale
- Aram Il'ič Chačaturjan, Concerto per pianoforte e orchestra, Moura Lympany, London Philharmonic Orchestra, Decca Records, 1942
- Pëtr Il'ič Čajkovskij, Lo schiaccianoci suite dal balletto, Orchestre de la Société des Concerts du Conservatoire de Paris, Decca, 1951
- Pëtr Il'ič Čajkovskij, Il lago dei cigni, London Symphony Orchestra, Decca, 1952
- Edvard Grieg, Concerto per pianoforte e orchestra, Clifford Curzon, London Symphony Orchestra, Decca, 1952
- Niccolò Paganini, Concerto n.2 per violino e orchestra, Yehudi Menuhin, Philharmonia Orchestra, His Master's Voice, 1953
- Sergej Rachmaninov, Concerto per pianoforte e orchestra n. 2, Julius Katchen, The New Symphony Orchestra, Decca, 1955
- Léo Delibes, Sylvia, London Symphony Orchestra, Philips Records, 1958
- Adolphe Adam, Giselle, London Symphony Orchestra, Mercury Records, 1961
- Pëtr Il'ič Čajkovskij, Il lago dei cigni, Royal Concertgebouw Orchestra, Decca, 1961
- Sergej Rachmaninov, Concerto per pianoforte e orchestra n. 3, Vladimir Aškenazi, London Symphony Orchestra, Decca, 1963
- Pëtr Il'ič Čajkovskij, Sinfonia n. 4, Royal Philharmonic Orchestra, London Records, 1971